# Zafferana Etnea
Zafferana Etnea (phương ngữ Sicilia: Zarafana) là một đô thị ở tỉnh Catania trong vùng Sicilia, có khoảng cách khoảng 160 km về phía đông nam của Palermo và cách khoảng 20 km về phía bắc của Catania.
Đô thị Zafferana Etnea có các frazioni (các đơn vị cấp dưới, chủ yếu là các làng) Fleri, Pisano, Petrulli; Sarro-Civita, Passopomo, Airone-Emmaus, Poggiofelice, và Caselle.
Zafferana Etnea giáp các đô thị: Aci Sant'Antonio, Acireale, Adrano, Belpasso, Biancavilla, Bronte, Castiglione di Sicilia, Giarre, Maletto, Milo, Nicolosi, Pedara, Randazzo, Sant'Alfio, Santa Venerina, Trecastagni, Viagrande.